# César Reinoso Díaz
César Augusto Reinoso Díaz (Tacna, 1952) es un militar peruano. Llegó a ser comandante general del Ejército del Perú durante el año 2006. Antes de eso desempeñó altos cargos como comandante general de la Región Militar del Sur y como jefe de la Casa Militar del presidente de la República del Perú, durante los gobiernos de Valentín Paniagua y Alejandro Toledo.
Reinoso ejerció la instrucción en la Escuela Militar de Chorrillos desde 1978 hasta 1983. En 1990 fue invitado por los Estados Unidos como instructor para su Ejército al haber sido condecorado como el mejor instructor de Táctica en la Escuela de las Américas. En 1991 fue invitado como instructor por Brasil, Uruguay y Argentina. 
Del 2002 al 2003 volvió a la Escuela Militar de Chorrillos como Su Director.
Acusado por malversar fondos del Ejército entre enero y noviembre del  año 2006 y sentenciado en Lima el 28 de agosto de 2018 por la Segunda Fiscalía Superior Especializada en delitos de Corrupción de Funcionarios de Lima, a cargo de la fiscal Escarleth Laura Escalante, sentenciado por los delitos de peculado doloso y contra la fe pública. Tras darse a conocer el fallo, la Segunda Sala Penal Liquidadora de la Corte Superior de Justicia de Lima, dispuso la detención de los implicados para su internamiento en un centro penitenciario.Condenado a  seis años de pena privativa de la libertad.